# David MacLennan (Schauspieler)
David MacLennan (* 19. Juni 1948 in Glasgow; † 13. Juni 2014 ebenda) war ein aus Schottland stammender britischer Schauspieler, Regisseur und Theaterproduzent. Er galt über fast fünf Jahrzehnte als das „Herz“ des modernen schottischen Theaters.

## Frühe Jahre
MacLennan war der jüngste Sohn des bekannten Gynäkologen Sir Hector MacLennan und seiner Frau Isobel Adam, ebenfalls Ärztin. Ein älterer Bruder, Robert MacLennan, wurde Abgeordneter im House of Commons für die Liberal Democrats. MacLennan besuchte das Fettes College in Inverleith und danach die University of Edinburgh, brach sein Studium dort aber ab. Das hatte, neben seinem schon von Anfang an vorhandenen Interesse am Theater, seinen Auslöser an einer Aufführung von Joan Littlewoods Theaterstück Oh! What a lovely war. MacLennan beschrieb es später als wegweisend für seine Richtung, die darin enthaltene Entlarvung der „schieren Dummheit der herrschenden Klasse“ sollte auch seine spätere Arbeit prägen. Er vollzog einen radikalen Bruch mit seiner gutbürgerlichen Herkunft und arbeitete zunächst bei der Müllabfuhr, bevor er als assistent stage manager bei einem Theater in Brighton begann.

## 7:84
Eine seiner Schwestern, die Schauspielerin Elizabeth McGrath und ihr Mann, John McGrath, hatten in England 1971 das Theaterkonzept 7:84 auf die Bühne gebracht. Der Name kam daher, dass John McGrath die Tatsache, dass 7 % der Bevölkerung 84 % des Vermögens hielten, erkannte und schauspielerisch umsetzte. Die Folge war, dass ein Agitprop-Theater sozialistischer und marxistischer Strömung entstand. MacLennan adaptierte das Konzept und brachte es ein Jahr später nach Schottland. Er ging dort auf Tour, zuvor hatte er Bill Patterson und Alex Norton verpflichtet. Sie spielten Stücke wie The Cheviot, The Stag and the black oder Black Oil. MacLennan fungierte als Schauspieler, Organisator, Fahrer und Manager. Insbesondere das Stück The Game’s a bogey fand in Schottland viel Beachtung, weil es Internationalismus anstelle des damals aufkommenden schottischen Nationalismus im Sinne der Forderung nach Eigenständigkeit gegenüber Großbritannien setzte. 1978 gründete er das Wildcat Theatre, mit derselben politischen Ausrichtung. Es musste 20 Jahre später schließen, weil das Scottish Arts Council die Zuschüsse gestrichen hatte.

## A Play, a Pie and a Pint
MacLennan arbeitete danach als freiberuflicher Produzent und Autor von Theaterstücken. In Dublin fand er die Idee für ein bis dahin unbekanntes Format an Theater. Als ihm bekannt wurde, dass eine aufgegebene Kirche in Glasgow – Oran Mor – von einem Geschäftsmann, Colin Beattie, gekauft wurde und dieser Räume frei hatte, schlug er ihm das Konzept des A Play, a Pie and a Pint vor. Es bedeutet, dass jeden Mittwochmittag – ganz bewusst an diesem Arbeitstag – ein Theaterstück stattfinden sollte, und zwar so, dass die Gäste nicht wussten, was genau gespielt wird. Das Prinzip wurde umgesetzt, über die Jahre kamen Schauspieler wie Bill Patterson oder Robbie Coltrane wieder nach Schottland; für das Konzept schrieben namhafte Autoren wie Liz Lochhead, Alasdair Gray, Gregory Burke oder Louise Welsh. Bis zu seinem Tod wurden im Rahmen von A Play, a Pie and a Pint über 350 Stücke aufgeführt. Der Erfolg dieses Konzeptes überraschte auch enge Freunde. Das Prinzip der Serie als solches wurde weltweit übernommen.

## Letzte Lebensjahre
2012 bewarb sich MacLennan, gemeinsam mit David Grieg und Cora Bissett, um die Position des künstlerischen Leiters des National Theatre of Scotland, sie wollten das Haus gemeinsam führen. Letztlich scheiterte die Bewerbung, Leiterin wurde Laurie Samsom. Im März 2013 wurde bei MacLennan amyotrophe Lateralsklerose (Motor neuron disease) festgestellt, eine unheilbare Krankheit. MacLennan wusste, dass es keine Heilung gab, zog aber die Arbeit vor. Er konnte noch erleben, dass ein von seiner Nichte Kathy McGrath geschriebenes Stück im Rahmen von A Play, a Pie and a Pint uraufgeführt wurde.
Er blieb dem National Theatre of Scotland insoweit verbunden, als dass im Rahmen der Stücke The Great Yes und No, Don’t Know Five Minute Theatre Show Stücke von ihm, die seine ablehnende Haltung zum Referendum über schottische Unabhängigkeit ausdrückten, gespielt wurden.
MacLennan war mit der Schauspielerin Juliet Cadzow verheiratet, aus der Verbindung ging ein Sohn hervor.
Er beschrieb sein Wirken einmal so:

“I’ve always felt theatre and the arts in general, were parts of life, not something special that should be locked away in private place. They should be concerned with humanity. That is my purpose in making theatre, to tackle issues that concern peoply deeply – as well as occassionally being naughty and have a damn good laugh.”

„Ich war immer der Ansicht, Theater und Kunst im Allgemeinen sind Teile des Lebens [und] nichts, was hinter verschlossenen Türen stattfinden sollte. Beide sollten mit Menschlichkeit in Verbindung gebracht werden. Mein Antrieb als Theaterschaffender ist es, Themen anzugehen, die die Menschen tief berühren – gleichsam auch gelegentlich unanständig zu sein und herzlich zu lachen.“

David MacLennan starb am 13. Juni 2014 im Alter von 65 Jahren in Glasgow.